# 捷姆涅
51°7′48″N 33°52′18″E / 51.13000°N 33.87167°E
泰姆內（烏克蘭語：Темне）是位於烏克蘭東北部的村莊，隸屬蘇梅州科諾托普區的布林市鎮。該村處於恰沙河左岸，距離米哈伊利夫卡和維克托里尼夫卡1.5公里，海拔高度152米，2001年人口72。